# An Inconvenient Truth
An Inconvenient Truth és una pel·lícula documental de 2006 sobre el canvi climàtic, dirigida per Davis Guggenheim, i presentada per l'ex-vicepresident dels Estats Units Al Gore. La preestrena es va fer al Festival de Cinema de Sundance de 2006, i l'estrena oficial a Ciutat de Nova York i Los Angeles el 24 de maig del mateix any.
Paral·lelament, la novel·la escrita pel mateix Gore, Una veritat incòmoda: La crisi planetària de l'escalfament global i com afrontar-la, assolí el número 1 de la llista de llibres de no-ficció del New York Times el 2 de juliol següent.
Mesos després, el 21 de novembre, la companyia Paramount Home Entertainment va treure al mercat la versió en DVD.
El documental ha estat guardonat amb l'Oscar al millor documental i a la millor cançó original, aquest últim pel tema I Need To Wake Up de Melissa Etheridge.
Ha arribat a guanyar 49 milions de dòlars de les taquilles d'arreu del món, convertint-se en la quarta pel·lícula documental amb majors ingressos als Estats Units (en valors nominals, des de 1982 fins a l'actualitat), després de Fahrenheit 9/11 (de Michael Moore), La Marche de l'empereur (de Luc Jacquet), i Sicko (també de Michael Moore).